# Thomas Talbot
Pour les articles homonymes, voir Talbot (homonymie).
Thomas Talbot (7 septembre 1818 - 6 octobre 1885) est un homme politique américain.